# تپه کرنگی
تپه کرنگی مربوط به دوران پیش از تاریخ ایران باستان - است و در آزادشهر، شرق جاده بین شهری آزاد شهر به گنبد کاووس واقع شده و این اثر در تاریخ ۳۰ تیر ۱۳۸۴ با شمارهٔ ثبت ۱۲۲۳۸ به‌عنوان یکی از آثار ملی ایران به ثبت رسیده است.